# Taça dos Clubes Vencedores de Taças de 1967–68
A edição de 1967/1968 da Taça dos Clubes Vencedores de Taças foi vencida, pela primeira vez, pelos italianos do AC Milan que derrotou os alemães-ocidentais do Hamburger SV. O campeão em título, o Bayern München, perdeu nas meias-finais com o AC Milan. O representante português, o Vitória FC, perdeu na 2.ª Eliminatória contra o Bayern München.

## Primeira Eliminatória
| Equipa 1          | Total | Equipa 2                     | 1.ª Mão | 2.ª Mão |
| ----------------- | ----- | ---------------------------- | ------- | ------- |
| Altay SK          | 2-3   | Standard de Liège            | 2-3     | 0-0     |
| Aberdeen FC       | 14-1  | Knattspyrnufélag Reykjavíkur | 10-0    | 4-1     |
| Győri ETO FC      | 9-0   | Apollon Limassol             | 5-0     | 4-0     |
| AC Milan          | 6-2   | PFK Levski Sofia             | 5-1     | 1-1     |
| Valencia CF       | 8-2   | Crusaders FC                 | 4-0     | 4-2     |
| FK Austria Wien   | 1-4   | Steaua Bucuresti             | 0-2     | 1-2     |
| Bayern München    | 7-1   | Panathinaikos                | 5-0     | 2-1     |
| Fredrikstad FK    | 2-7   | Vitória FC                   | 1-5     | 1-2     |
| HJK Helsinki      | 1-8   | Wisła Kraków                 | 1-4     | 0-4     |
| Hamburger SV      | 7-3   | Randers FC                   | 5-3     | 2-0     |
| FC Aris Bonnevoie | 1-5   | Olympique Lyonnais           | 0-3     | 1-2     |
| Hajduk Split      | 3-6   | Tottenham Hotspur            | 0-2     | 3-4     |
| Floriana FC       | 1-3   | NAC Breda                    | 1-2     | 0-1     |
| Shamrock Rovers   | 1-3   | Cardiff City                 | 1-1     | 0-2     |
| FK Torpedo Moskva | 1-0   | Motor Zwickau                | 0-0     | 1-0     |
| Lausanne Sports   | 3-4   | Spartak Trnava               | 3-2     | 0-2     |

## Segunda Eliminatória
| Equipa 1           | Total | Equipa 2          | 1.ª Mão | 2.ª Mão |
| ------------------ | ----- | ----------------- | ------- | ------- |
| Standard de Liège  | 3-2   | Aberdeen FC       | 3-0     | 0-2     |
| Győri ETO FC       | 3-3   | AC Milan          | 2-2     | 1-1     |
| Valencia CF        | 3-1   | Steaua Bucuresti  | 3-0     | 0-1     |
| Bayern München     | 7-3   | Vitória FC        | 6-2     | 1-1     |
| Wisła Kraków       | 0-5   | Hamburger SV      | 0-1     | 0-4     |
| Olympique Lyonnais | 4-4   | Tottenham Hotspur | 1-0     | 3-4     |
| NAC Breda          | 2-5   | Cardiff City      | 1-1     | 1-4     |
| FK Torpedo Moskva  | 6-1   | Spartak Trnava    | 3-0     | 3-1     |

## Quartos-de-Final
| Equipa 1          | Total   | Equipa 2           | 1.ª Mão | 2.ª Mão |
| ----------------- | ------- | ------------------ | ------- | ------- |
| Standard de Liège | 2-2 (a) | AC Milan           | 1-1     | 1-1     |
| Valencia CF       | 1-2     | Bayern München     | 1-1     | 0-1     |
| Hamburger SV      | 2-2 (b) | Olympique Lyonnais | 2-0     | 0-2     |
| Cardiff City      | 1-1 (c) | FK Torpedo Moskva  | 1-0     | 0-1     |

(a) AC Milan venceu o jogo de desempate por 2-0
(b) Hamburger SV venceu o jogo de desempate por 2-0
(c) Cardiff City venceu o jogo de desempate por 1-0

## Meias-Finais
| Equipa 1     | Total | Equipa 2       | 1.ª Mão | 2.ª Mão |
| ------------ | ----- | -------------- | ------- | ------- |
| AC Milan     | 2-0   | Bayern München | 2-0     | 0-0     |
| Hamburger SV | 4-3   | Cardiff City   | 1-1     | 3-2     |

## Final
| 23 de maio de 1968 | AC Milan           | 2-0 | Hamburger SV | Stadion Feijenoord, Roterdão                          |
| 19:00              | Kurt Hamrin 3', 19 |     |              | Público: 53,276 Árbitro: José María Ortiz de Mendíbil |